# Høigårdbrekka
Høigårdbrekka är en kulle i Antarktis. Den ligger i Östantarktis. Norge gör anspråk på området. Toppen på Høigårdbrekka är 2 277 meter över havet.
Terrängen runt Høigårdbrekka är varierad, och sluttar österut. Trakten är glest befolkad. Närmaste befolkade plats är Svea, 18,0 kilometer nordväst om Høigårdbrekka. 